# Gmina Blizanów
Die Gmina Blizanów ist eine Landgemeinde im Powiat Kaliski der Woiwodschaft Großpolen in Polen. Ihr Sitz ist das gleichnamige Dorf (deutsch Blizanow, 1943–1945 Schrammhausen).

## Gliederung
Zur Landgemeinde Blizanów gehören 40 Dörfer mit einem Schulzenamt:
| Biskupice Blizanów Blizanów Drugi Blizanówek Bogucice Brudzew Czajków Dębniałki Dębniałki Kaliskie Dojutrów | Godziątków Janków Drugi Janków Pierwszy Janków Trzeci Jarantów Jarantów-Kolonia Jastrzębniki Korab Kurza Lipe | Lipe Trzecie Łaszków Pamięcin Pawłówek Piotrów Piskory Poklęków Pruszków Romanki Rychnów | Rychnów-Kolonia Skrajnia Skrajnia Blizanowska Szadek Szadek-Kolonia Warszówka Wyganki Zagorzyn Żegocin Żerniki |

Weitere Ortschaften der Gemeinde sind Bolmów, Brzezina, Czajków-Kolonia, Grodzisk, Łaszków-Kolonia und Rosocha.